# Shōyō Hinata
Shoyo Hinata (日向翔陽 Hinata Shōyō?) es un personaje de la serie de manga y anime Haikyū!!. Ayumu Murase le da voz en el anime, y Kenta Suga y Kotaro Daigo lo interpretan en su versión teatral.

## Creación y concepción
En el one shot de Haikyū!!, Kageyama era el protagonista y Hinata su acompañante. Por otro lado, en la serialización, eligió a un personaje de baja altura como el personaje principal con el fin de dibujar un manga shōnen. En una entrevista con Yomiuri Shimbun, Furudate declaró que el desarrollo de Hinata abandonando un juego importante debido a que tenía fiebre se decidió desde el principio para demostrar que Hinata no podría sobrevivir únicamente por sus impulsos para poder competir en las nacionales y creyó que eso podría convencer al lector. Además, en el podcast Haikyū!! Karasuno High School Broadcasting Club!, Furudate reveló que originalmente Hinata era más impetuoso que Tanaka, y también comentó que prefirió darle esa personalidad a este último.

## Apariciones

### Anime
Aspirando a ser jugador de voleibol, Hinata anhela ser como el «Pequeño gigante», un estudiante de Karasuno de baja altura que solía jugar voleibol. Aunque comenzó a jugar voleibol en secundaria, el número de miembros era pequeño y lo trataban como un club de fanáticos, y no podía practicar adecuadamente. El partido oficial de su último año de secundaria, que logró hacer la primera aparición con la misma cantidad de personas se convirtió en su último partido en esa escuela, donde jugó contra Kitagawa Daiichi, escuela a la que asistía Kageyama y fue derrotado. Para poder ganar un partido, asiste a la preparatoria Karasuno, donde estudiaba el «Pequeño gigante». Allí, se entera de que Kageyama estudia en la misma preparatoria, ambos pelean y se niegan unirse al club. Cuando los dos logran hacer las paces, se unen cuatro personas, incluidos Yamaguchi y Tsukishima, al club. Después de graduarse de la preparatoria, decidió irse solo a Brasil para jugar voleibol de playa. Después de un período de tres años en el país latinoamericano, regresa a Japón y participa en un partido como jugador de MSBY Black Jackal en la primera división de la V Liga.
Su actor de voz, Ayumu Murase, le comentó al actor de Kageyama, Kaito Ishikawa, que cuando asumió el papel de Hinata no tenía tantas oportunidades laborales como ahora, y trabajaba duro para interpretarlo. Murase también dijo que la respuesta después de la emisión del anime fue excelente y, como resultado de ser reconocido no solo por los espectadores sino también por las personas involucradas en la producción, la cantidad de propuestas de trabajo aumentó.

### Videojuego
En el videojuego, Puyopuyo!! Quest y Puyopuyo!! Quest Arcade, se realizaron dos colaboraciones con Haikyu!!, Hinata apareció como invitado en ambas. En la primera entrega se implementó su propia tarjeta. Además, en la segunda colaboración con el juego, se desarrolló un escenario basado en Haikyu!! To the Top.

### Teatro
En la versión teatral de Haikyu !!, Kenta Suga interpretó el papel de Hinata desde 2015 a 2018, y Kotaro Daigo lo interpreta desde noviembre de 2019. Daigo cita al Hinata original como su rival, «porque es una persona que respeta y quiere superar su personalidad positiva, su actitud inquebrantable y su capacidad para crecer duro».

## Recepción
Ryoko Fukuda de Real Sound comentó que «la actitud positiva y fuerza física en Hinata, no todos pueden tenerlo. Eso es lo que un héroe shōnen tiene», y dijo que «la razón de volverse más fuerte por lo que le gusta y esforzarse fervientemente despierta el deseo del lector de apoyarlo».
En una encuesta de Anime Anime, Hinata ocupó el primer lugar. Además, en otra encuesta realizada por el mismo sitio, obtuvo el tercer lugar.
El jugador de voleibol Yūji Nishida reveló en una entrevista con la revista deportiva Sportiva que los jugadores extranjeros le habían dicho «Eres Hinata». Como jugador de voleibol, habla sobre el pequeño físico y la gran capacidad de salto de Hinata. Sin embargo, el propio Nishida expresa que es una combinación de todos los personajes.